# Sarcómero
Sarcómero (português europeu) ou sarcômero (português brasileiro), designado miómero ou miômero, é um dos componentes básicos do músculo estriado que permite a contração muscular. Cada sarcómero é constituído por um complexo de proteínas, entre as quais actina e miosina, alinhados em série para formar uma estrutura cilíndrica designada miofibrila, no interior das células musculares.

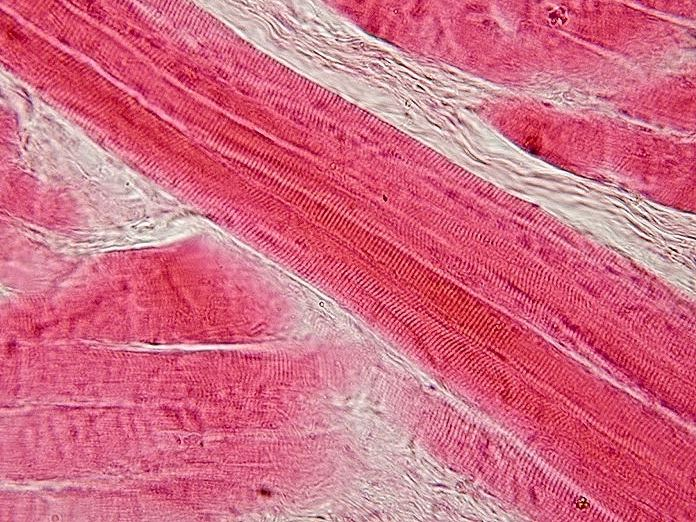
Músculo esquelético humano ao microscópio. Nas fibras musculares observa-se a estriação devida a sarcómeros (Clique para ampliar).

As proteínas dos sarcómeros organizam-se em bandas com características particulares, que ao microscópio dão um aspecto estriado ao músculo esquelético e ao músculo cardíaco, visível na imagem ao lado. O músculo liso organiza-se de uma forma diferente, e não possui sarcómeros

## Bandas

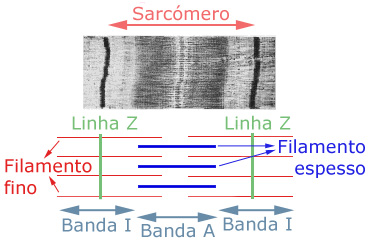
Diagrama representando um sarcómero. A banda H e a linha M não foram assinaladas.

A observação de fibras musculares estriadas ao microscópio electrónico permitiu identificar um padrão repetitivo de bandas e linhas. Estas correspondem a múltiplos sarcómeros, alinhados em série.
A zona em que um sarcómero se liga ao seguinte traduz-se por uma linha mais escura, designada linha (ou disco) Z (do alemão Zwischenscheibe - disco entre algo, no caso entre um sarcômero e outro ). Um sarcómero corresponde ao espaço que separa duas linhas Z consecutivas.
De cada lado da linha Z encontra-se uma banda clara, denominada banda I (de isotrópico, quando observada sob luz polarizada), composta por filamentos finos de actina. Entre as bandas I encontra-se a banda A (de anisotrópico), mais escura, onde ocorre uma sobreposição de filamentos finos com filamentos espessos de miosina. No centro da banda A está a linha M (do alemão, Mittelscheibe -  disco do meio) , e a circundá-la encontra-se uma faixa estreita, mais clara, designada banda H (do alemão  heller - mais clara), onde se encontram filamentos de miosina.
A titina estende-se da linha Z, onde esta ligada ao filamento fino, para a linha M, onde acredita-se que haja interação com o filamento grosso.
Quando é feito um corte transversal na banda A, na região onde há sobreposição dos filamentos finos e grossos, observa-se que um filamento grosso encontra-se envolvido por seis filamentos finos. É nesta zona que se vai iniciar a contração muscular, através da interação entre filamentos finos e grossos.

## Filamentos

Relação entre os filamentos num sarcómero.

Os sarcómeros são constituidos principalmente por dois tipos de filamentos:
Filamento espessoÉ composto pela proteína miosina (mais especificamente miosina II).
Filamento finoÉ formado por monómeros de actina, nebulina, tropomiosina e troponina.
Além destes filamentos, está presente uma proteína gigante denominada titina, que possui um alto grau de elasticidade. A sua função é a de evitar que ocorra um estiramento excessivo do músculo. Fixa a miosina ao disco Z.

## Contração muscular
A contração muscular refere-se ao deslizamento da actina sobre a miosina.

### Ativação

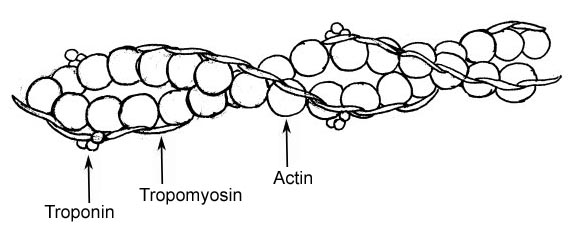
figura 5: desenho esquemático do filamento fino.

Para entender a contração do sarcômero é necessário primeiro compreender alguns aspectos da estrutura do filamento de actina. A proteína tropomiosina que está presente do filamento fino cobre o sitio de ligação da miosina presente na molécula de actina (figura 5). Para permitir a contração da célula muscular, a tropomiosina deve ser movida para “descobrir” os sítios de ligação com a miosina presentes ao longo do filamento fino. Os íons cálcio ligam-se com as moléculas de troponinas (que estão espalhadas ao longo da proteína tropomiosina - veja na figura 5) que, por conseguinte, altera a "posição" da tropomiosina em relação a actina, forçando a revelação dos sítios de ligação na mesma. Portanto o cálcio é fundamental para o inicio de uma contração muscular, sua concentração no sarcoplasma é controlada pelo retículo sarcoplasmático (uma forma especializada do retículo endoplasmático).  Conseqüentemente a contração muscular termina quando o cálcio é bombeado de volta para o retículo sarcoplasmático.
O músculo estriado só se contrai quando um impulso nervoso é recebido de um neurônio motor. Durante a estimulação da célula muscular, o neurônio motor libera um neurotransmissor chamado acetilcolina na junção neuromuscular (a sinapse entre o botão terminal do neurônio e a célula muscular). O potencial de ação dissipa-se ao longo do túbulo T (Transverso) até que alcance o retículo sarcoplasmático; o potencial de ação gerado na célula muscular muda a permeabilidade do retículo sarcoplasmático, permitindo o fluxo de íons cálcio para o sarcômero. Como foi abordado no parágrafo anterior, altas concentrações de cálcio no sarcômero permite que a cabeça da miosina tenha acesso ao sitio de ligação correspondente na actina, desencadeando a contração muscular que é o deslizamento da actina sobre a miosina causando encurtamento dos sarcômeros, e conseqüentemente, o encurtamento do músculo. É importante ressaltar que no músculo cardíaco boa parte do cálcio necessário para a contração provem do liquido extra celular (LEC) enquanto que no músculo esquelético é quase que exclusivamente fornecido pelo retículo sarcoplasmático.

### Nível molecular da contração
A banda A, banda I, linha Z e a linha H (em músculo relaxado) são os únicos componentes visíveis ao microscópio óptico. Na contração muscular, a banda A mantém seu comprimento (1,6micrômetros no músculo esquelético de mamíferos) enquanto que a banda I é contraída.
Deve-se ter em mente que a cabeça da miosina tem dois sítios principais: um que interage com a actina e outro que se liga com um ATP, este último é uma ATPase.
As quatro fases do processo de contração muscular são:

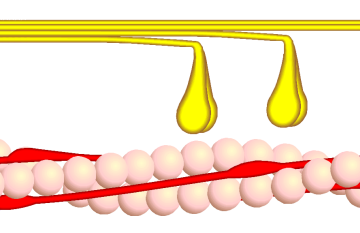
Etapa 1: Em repouso, a cabeça da miosina esta ligada a uma molécula de ATP em uma configuração de baixa energia e, neste momento, possui baixa afinidade pela actina.
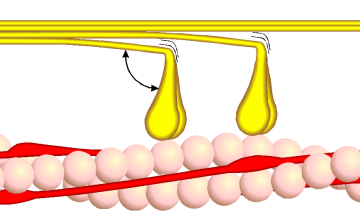
Etapa 2: Ao hidrolisar um ATP e um íon de fosfato inorgânico a configuração muda para e passa a ter alta afinidade pela actina. Nos sítios de actina disponíveis há a formação do complexo actomiosina ou ponte cruzada.
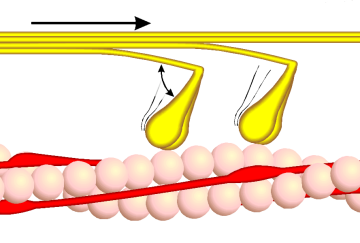
Etapa 3: Ligar com a actina faz a cabeça da miosina liberar o ADP e o íon de fosfato inorgânico retornando a configuração de baixa-energia, tracionando a actina em direção ao centro do sarcômero.
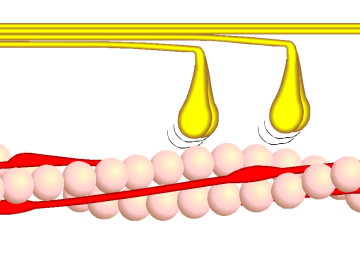
Etapa 4: Com a ligação de uma nova molécula de ATP em seu respectivo sitio na miosina, ela perde a afinidade pela actina e desfaz o complexo actomiosina. Depois pode haver um novo ciclo ou a contração pode cessar dependendo da concentração de cálcio no sarcoplasma.

Cada ciclo causa um encurtamento no sarcômero de aproximadamente 10 nm que ocorrem em torno de 5 vezes por segundo (se for uma contração rápida), deve-se ter em mente que este ciclo se refere a apenas uma cabeça de miosina e cada filamento grosso possui cerca de 500 cabeças.
O rigor mortis deve-se a perturbação na quarta etapa que é causada pela falta de ATP, este tem duas implicações: sem ATP não é possível retirar o cálcio do sarcoplasma, com isso os sítios de ligação da actina vão estar expostos; e sem ATP o complexo actomiosina não pode ser desfeito. Em outras palavras o ciclo da contração para na 3º etapa fazendo com que o músculo fique enrijecido.

## Armazenamento de energia
A maioria das células musculares só armazena ATP para um número reduzido de contração muscular. Quando em repouso sob boas condições nutricionais, as células musculares armazenam glicogênio e creatina fosfato, assim em exercícios intensos e de curta duração a renovação de ATP fica por conta da glicólise anaeróbica e creatina fosfato. Por outro lado, quando a célula muscular é submetida a exercícios prolongados, quase todo ATP provem de fontes aeróbicas.